# Юйцзюлюй Хэдохань
Юйцзюлюй Хэдохань (кит. упр. 郁久闾曷多汗, пиньинь Yùjiǔlǘ Héduōhàn) — восьмой правитель жужаней, сын Маньгэти.
Попал в плен к тобасцам. В 394 году бежал вместе со своим аймаком. Генерал Чансунь Фэй догнал его в Шанцзюне у горы Бана. Хэдоханя и большинство его сторонников зарубили вэйцы.